# Duboki mišić međice
Duboki mišić međice (lat. musculus transversus perinei profundus) je parni mišić dna zdjelice. Mišić je sastavni dio urogenitalne dijafragme. Mišić inervira stidni živac (lat. nervus pudendus).

## Polazište i hvatište
Mišić polazi s medijalne površine sjedne kosti (sjedne izbočine i grane sjedne kosti). Njegove niti idu prema medijalno i hvataju se za tetivno središte međice.